# Брајтенфелде
Брајтенфелде (њем. Breitenfelde) општина је у њемачкој савезној држави Шлезвиг-Холштајн. Једно је од 131 општинског средишта округа Херцогтум Лауенбург. Према процјени из 2010. у општини је живјело 1.781 становника. Посједује регионалну шифру (AGS) 1053014, NUTS (DEF07) и LOCODE (DE BFX) код.

## Географски и демографски подаци
Брајтенфелде се налази у савезној држави Шлезвиг-Холштајн у округу Херцогтум Лауенбург. Општина се налази на надморској висини од 38 метара. Површина општине износи 12,5 km². У самом мјесту је, према процјени из 2010. године, живјело 1.781 становника. Просјечна густина становништва износи 142 становника/km².